# Western Leone
Il Western Leone è un parco tematico in stile western situato nella provincia di Almeria, in Andalusia (Spagna).
Situato alla chilometrica 378,9 dell'autostrada A-92, è il più piccolo dei tre parchi western realizzati alla fine degli anni 1960 nel deserto di Tabernas (gli altri due sono l'Oasys - Mini Hollywood e il Texas Hollywood).
Le scenografie del Western Leone vennero realizzate dall'Architetto Scenografo Carlo Simi nel 1968 per il film C'era una volta il West di Sergio Leone; la grande casa rossa (casa Mc Bains), intorno alla quale sono state girate molte scene del film, è una delle maggiori attrazioni del parco, oltre agli altri edifici della cittadina western.
L'area è stata utilizzata come set cinematografico anche per altri film del genere western all'italiana.
Nel 1970 fu costruita una fortezza a poca distanza dal parco Western Leone: tale struttura scenografica venne utilizzata per il film El Condor e altre pellicole. La fortezza cadde in decadenza nel 1986.
Nel 2014 il cantante Mika vi ha realizzato il video della canzone Boum Boum Boum.

## Film realizzati al Western Leone
- C'era una volta il west (1968)
- Il prezzo del potere (1969)
- Si può fare... amigo (1971)

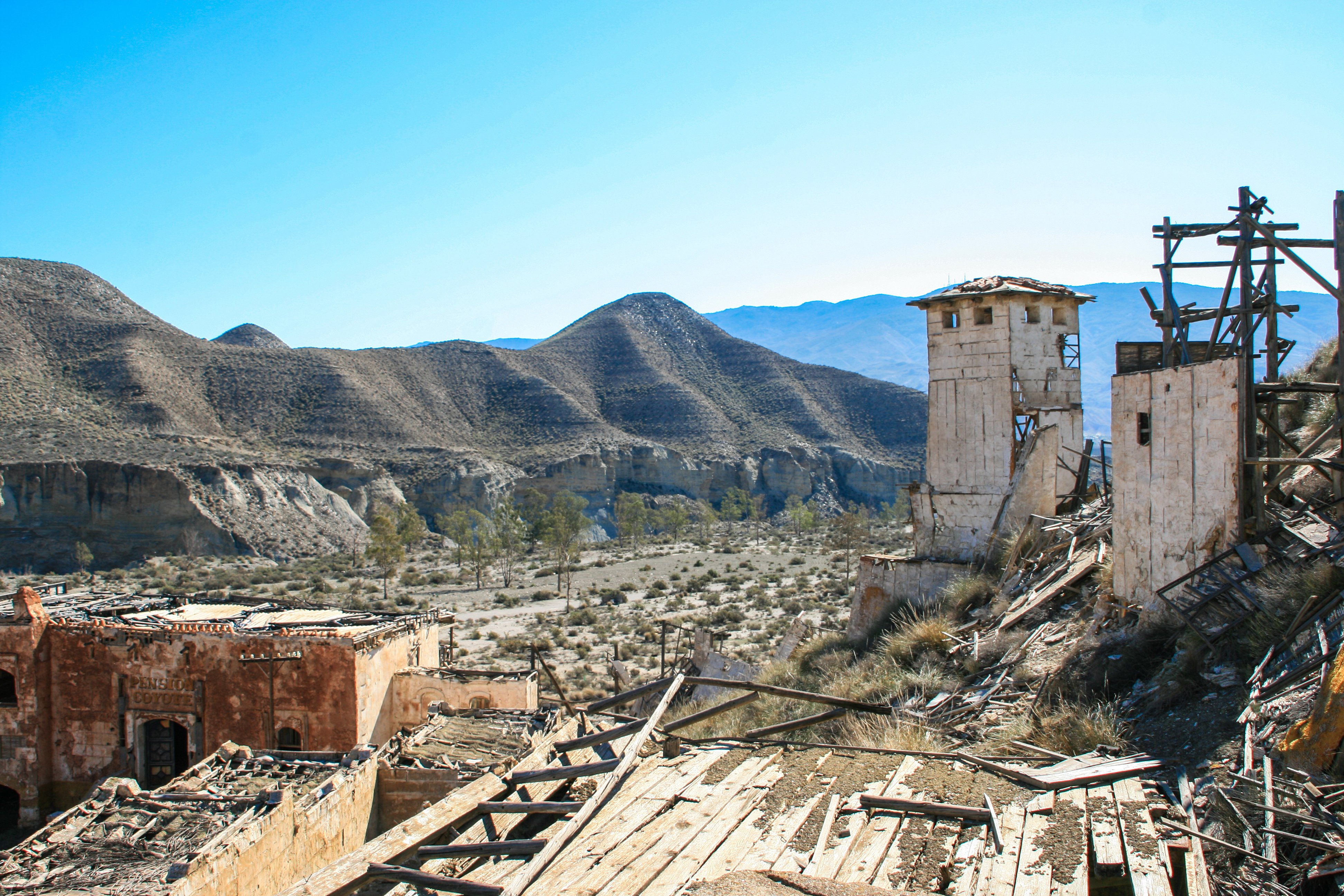
La fortezza realizzata per El Condor

- Campa carogna... la taglia cresce (1972)
- Una ragione per vivere e una per morire (1972)
- Lo chiamavano Mezzogiorno (1973)
- Whiskey e fantasmi (1974)
- I quattro dell'apocalisse (1975)
- California (1977)
- Sella d'argento (1978)
- Occhio alla penna (1980)
- Al este del oeste (1984)
- Addio vecchio West (1985)
- Tex e il signore degli abissi (1985)
- Apache Kid (1987)
- Scalps (1987)
- The long kill (1999)
- SommerHundeSöhne (2004)